# Wish You Were Here (песня Pink Floyd)
«Wish You Were Here» (с англ. — «Жаль, что тебя здесь нет») — композиция английской рок-группы Pink Floyd с одноимённого концептуального альбома Wish You Were Here (1975), написанная Дэвидом Гилмором и Роджером Уотерсом. Представлена на второй стороне LP вторым по счёту треком.
В 2011 году журнал Rolling Stone поставил композицию «Wish You Were Here» на 324 место в списке «500 величайших песен всех времён».

## О песне
Хоть из всего альбома только Shine On You Crazy Diamond посвящена Сиду Барретту, Дэвид Гилмор признался, что не может исполнять эту песню не вспоминая Сида.
Из книги Николаса Шэффнера «Блюдце, полное чудес. Одиссея Pink Floyd»:
Как говорят, Роджер Уотерс сочинил этот текст, думая о Сиде Барретте... Это были наполненные чувствами размышления на тему отсутствия человека. Чередование печальных образов, заложенных в такой теме, доводится до накала рефреном: «Как бы я хотел, как бы я хотел, чтобы ты был здесь...»
В оригинальной версии альбома имеется прямой переход от композиции Have a Cigar к Wish You Were Here, переход между песнями — это смена станции на радио, во время которого звучит отрывок Четвёртой Симфонии П. И. Чайковского. Вступление к песне звучит так, будто гитарист подыгрывает мелодии, звучащей по радио.
Этот гитарный рифф повторяется на протяжении всей песни между соло и куплетами. В конце песни гитарное соло со звуковым эффектом ветра заканчивается, и плавно переходит в композицию Shine On You Crazy Diamond.

## Участники записи
- Дэвид Гилмор — акустическая гитара, вокал, бэк-вокал, педальная слайд-гитара
- Ник Мэйсон — ударные
- Роджер Уотерс — бас-гитара
- Ричард Райт — фортепиано, минимуг

## Память
- В 2016 году во Владикавказе открылся бар «Wish…», посвящённый тематике рок-группы Pink Floyd, в частности, данному альбому. Стены бара исписаны строками из композиций «Shine On You Crazy Diamond» и «Wish You Were Here», а на потолках висят обложки всех альбомов группы[4].